# 努
努（オンナマタヂカラ）は、日本の女性レゲエダンサーチーム。
武蔵野女子大学の同級生同士で結成された。
親交のあるチームHOTTIE CATとのユニット「猫ぢから」でも活動。

## メンバー
- MAI（マイ）
- RUDY-E（ルディー イー）

## 概要
RUDY-Eはクラシックバレエのバレリーナを目指しており、中学校卒業後はイギリスの専門学校に留学した。しかしバレエ独特の人間関係になじめず、拒食症にもなり帰国。風俗で働いた後に大検を取得し大学に進学した。そこで本格的なダンスを習ったことのないMAIの動きに惚れレゲエダンスチームを結成した。結成当時はレゲエの踊り手は少なかったがその後増加、レゲエの教室でも教えている。
- 2000年、イベントで先輩格のダンスチームLOVE MILKのパフォーマンスを見て衝撃を受けたことをきっかけに、大学の同級生同士であったRUDY-E（当時の表記はERIKA）、MAI、HIROE、SHIEでチームを結成[1]。
- 2002年、SHIEが就職により脱退。
- 2004年、HIROEが脱退。2人チームとなる。
- 2006年、MAIがDANCE HALL QUEEN JAPANで優勝。RUDY-Eがベストドレッサー受賞。
- 2007年、MAIがジャマイカで行われるINTERNATIONAL DANCE HALL QEENに出場。
- 2008年、RUDY-EがDANCE HALL QUEEN JAPANで優勝。
- 2010年8月、RUDY-Eがジャマイカで開催されたINTERNATIONAL DANCEHALL QUEENでベストドレッサー賞および2位を獲得
- 2012年8月、JAPAN SQUADとしてWORLD REGGAE DANCE CHAMPIONSHIPで優勝。JAMAICA独立50周年記念の年での日本人の優勝だったため話題となり[要出典]、翌年には、代々木公園のONE LOVE JAMAICA FESTIVALにてWRDC日本予選を企画し若手をJAMAICAに連れて行くなど、積極的にフィールドを広げている。

ダンサーとしても第一線であり続けながら、MAIは司会業、RUDY-EはPROMOTER（KRAZY CLASS!!@CLUB HARLEM,BABY ROCK☆@LOUNGE NEO）やDJ（DJ RUDY）としても活躍中。

## 主な出演歴

### TV番組
- 流派-R
- 少年チャンプル
- スーパーチャンプル

### DVD
- 「ALL JAPAN REGGAE DANCERS」ONE AND G
- 「流派-R presents~B on The Table Reggae~」ネオプレックス

### PV
- 「ヒノマルパワー 〜君の力〜」 MUNEHIRO